# Episodi di Beverly Hills 90210 (settima stagione)
La settima stagione della serie televisiva Beverly Hills 90210 è andata in onda in prima visione negli Stati Uniti dal 21 agosto 1996 al 21 maggio 1997 sul network Fox.
In Italia è stata trasmessa nel 1998 su Italia 1.
| nº | Titolo originale            | Titolo italiano             | Prima TV USA      | Prima TV Italia |
| -- | --------------------------- | --------------------------- | ----------------- | --------------- |
| 1  | Remember the Alamo          | Fine delle vacanze          | 21 agosto 1996    |                 |
| 2  | Here We Go Again            | Ricordi del passato         | 28 agosto 1996    |                 |
| 3  | A Mate for Life             | Il matrimonio di Nat        | 4 settembre 1996  |                 |
| 4  | Disappearing Act            | Paura per Kelly             | 11 settembre 1996 |                 |
| 5  | Pledging My Love            | Il nastro che scotta        | 18 settembre 1996 |                 |
| 6  | Housewarming                | L'incendio                  | 25 settembre 1996 |                 |
| 7  | Fearless                    | Una ragazza per Halloween   | 30 ottobre 1996   |                 |
| 8  | The Things We Do for Love   | Il ricatto di Valerie       | 6 novembre 1996   |                 |
| 9  | Loser Takes All             | La sfida                    | 13 novembre 1996  |                 |
| 10 | Lost in Las Vegas           | Week-end a Las Vegas        | 20 novembre 1996  |                 |
| 11 | If I Had a Hammer           | Problemi per David          | 27 novembre 1996  |                 |
| 12 | Judgment Day                | Il giorno del giudizio      | 11 dicembre 1996  |                 |
| 13 | Gift Wrapped                | Una favola di Natale        | 18 dicembre 1996  |                 |
| 14 | Jobbed                      | La borsa di studio          | 8 gennaio 1997    |                 |
| 15 | Phantom of C.U.             | Il fantasma dell'università | 15 gennaio 1997   |                 |
| 16 | Unnecessary Roughness       | Pericolo per Donna          | 22 gennaio 1997   |                 |
| 17 | Face-Off                    | La partita di hockey        | 29 gennaio 1997   |                 |
| 18 | We Interrupt This Program   | Terrore in diretta          | 5 febbraio 1997   |                 |
| 19 | My Funny Valentine          | Sorprese di San Valentino   | 12 febbraio 1997  |                 |
| 20 | With This Ring              | La scelta di Brandon        | 19 febbraio 1997  |                 |
| 21 | Straight Shooter            | Droga assassina             | 26 febbraio 1997  |                 |
| 22 | A Ripe Young Age            | Ricordi romantici           | 5 marzo 1997      |                 |
| 23 | Storm Warning               | Uragano in vista            | 19 marzo 1997     |                 |
| 24 | Spring Breakdown            | Saggezza orientale          | 2 aprile 1997     |                 |
| 25 | Heaven Sent                 | Colpi di scena              | 9 aprile 1997     |                 |
| 26 | The Long Goodbye            | L'incontro segreto          | 16 aprile 1997    |                 |
| 27 | I Only Have Eyes for You    | La bacchetta magica         | 23 aprile 1997    |                 |
| 28 | All That Jazz               | Il gioco della verità       | 30 aprile 1997    |                 |
| 29 | Mother's Day                | Stato interessante          | 7 maggio 1997     |                 |
| 30 | Senior Week                 | Investimenti rischiosi      | 14 maggio 1997    |                 |
| 31 | Graduation Day - Part 1 e 2 | Un giorno importante        | 21 maggio 1997    |                 |
| 32 | Graduation Day - Part 1 e 2 | Una notte d'amore           | 21 maggio 1997    |                 |

## Fine delle vacanze
- Titolo originale: Remember the Alamo
- Diretto da: James Whitmore Jr
- Scritto da: Larry Mollin

### Trama
Brandon e Steve si trovano nei guai quando l'auto di Brandon si rompe in una piccola città del Texas di nome Hadley. Steve decide di prendere l'aereo per rivedere Clare e lascia Brandon da solo in un ambiente non molto amichevole. Donna lavora con David ad un video e il cantante non è l'unico difficile da gestire...
- Guest Stars: Joseph Gian (Kenny Bannerman), Julie Parrish (Joan), Roy Gaines (musicista)

## Ricordi del passato
- Titolo originale: Here We Go Again
- Diretto da: Anson Williams
- Scritto da: Steve Wasserman

### Trama
Al Beverly Hills Beach Club si svolge la festa di fine estate. Steve ricorda la sua storia con Kelly e di quando perse la verginità con lei sulla spiaggia al liceo. Clare è sconvolta quando viene a sapere della loro storia e commenta la natura "incestuosa" del gruppo. Steve confessa di essere lui il colpevole delle brutte voci su Kelly dopo la loro rottura, causandole la reputazione di ragazza facile. Kelly è ferita ma alla fine decide di perdonarlo. Ryan perde la possibilità di uscire con una ragazza quando Austin lo convince a spiarla mentre la ragazza si spoglia. Steve dà una lezione ai due ragazzi sul trattare le donne con rispetto. David continua a criticare Donna per aver abbandonato il mondo dei video musicali e la infastidisce quando la vede parlare e ballare con un altro ragazzo: i due decidono di lasciarsi. Kelly va a lavorare in un centro per malati di AIDS per completare i crediti per la scuola estiva. Mark Reese, il direttore della stazione televisiva del campus, assume Brandon e flirta con Kelly. Valerie si innamora di Kenny che è sposato ma apparentemente separato.
- Guest Stars: Joseph Gian (Kenny Bannerman), Travis Wester (Austin Sanders), Dalton James (Mark Reese), Randy Spelling (Ryan Sanders), Eddie Cibrian (Casey Watkins), Charlotte Lopez (Beth Rawlings)

## Il matrimonio di Nat
- Titolo originale: A Mate for Life
- Diretto da: Burt Brinckerhoff
- Scritto da: John Whelpley

### Trama
Lily, la figlia di Joan, arriva in città per fare la damigella d'onore e seduce il testimone dello sposo, Brandon. Nat, Brandon e Steve scoprono che Lily è una spogliarellista. Il matrimonio di Nat e Joan viene interrotto quando Joan va in travaglio. La donna si rifiuta di avere il bambino senza essere una donna sposata, così i due si sposano nel corridoio dell'ospedale. Joan dà alla luce un figlio maschio, Frankie. Clare ripete che lei non si sposerà mai perché non potrebbe sopportare di camminare lungo la navata senza sua madre. Toccata dalla storia di Joan e Nat, decide di essere più aperta all'idea del matrimonio. Kelly fa amicizia con Jimmy, un ospite del centro con un carattere positivo. David si trasferisce nella lussuosa casa di Mark. Cerca di ottenere un altro contratto dopo essere stato mollato dalla MZA e si rifiuta di aiutare Donna a filmare il matrimonio. Valerie vede Kenny a pranzo con la sua famiglia e sospetta che lui le abbia mentito sulla separazione.
- Guest Stars: Joseph Gian (Kenny Bannerman), Julie Parrish (Joan), Dalton James (Mark Reese), Katherine Kendall (Lily Diamond), Michael Stoyanov (Jimmy Gold)

## Paura per Kelly
- Titolo originale: Disappearing Act
- Diretto da: David Semel
- Scritto da: John Eisendrath

### Trama
Kelly aiuta Jimmy a medicare una ferita sanguinante ma va nel panico quando vede il sangue di Jimmy sulle sue mani. Il dottore le assicura che non si può contrarre l'HIV in questo modo ma Kelly decide di fare il test per i rapporti non protetti che ha avuto in passato. Il test è negativo e Kelly si scusa con Jimmy per averlo evitato. Il gruppo va a vedere lo spettacolo di magia di Jimmy; più tardi quella sera, dice a Kelly che ha solo pochi giorni da vivere. David non vuole dire a suo padre che ha lasciato la scuola, così Donna racconta la novità a Mel. Mel dà un ultimatum a David: deve finire il college oppure perderà il suo supporto finanziario. Brandon e Mark assumono Tracy, una giovane donna sicura di sé come conduttrice del telegiornale. La ragazza ha un attacco di panico prima della diretta. Mark e Brandon cercano di calmarla con un drink e Tracy si ubriaca. Kenny dichiara il suo amore a Valerie.
- Guest Stars: Joseph Gian (Kenny Bannerman), Dalton James (Mark Reese), Jill Novick (Tracy Gaylian), Matthew Laurance (Mel Silver), Michael Stoyanov (Jimmy Gold)

## Il nastro che scotta
- Titolo originale: Pledging My Love
- Diretto da: James Darren
- Scritto da: Phil Savath

### Trama
Kelly e David portano Jimmy alla sinagoga per festeggiare il Nuovo Anno Ebraico. Il giorno dopo le condizioni di Jimmy peggiorano e lui ringrazia Kelly per la sua amicizia prima di morire. Donna cambia il look ad una timida giocatrice di basket per aiutarla ad entrare nelle Alpha. È accettata ma decide di entrare in una confraternita non così elitaria. Donna rassegna le sue dimissioni per protestare contro il comportamento di Ellen, la presidentessa delle Alpha. Steve è a capo di un gruppo di aspiranti Cavalieri in uno scherzo: durante il discorso del rettore Arnold i ragazzi corrono nudi e ricoperti di schiuma da barba ma si accendono gli spruzzatori d'acqua del prato... La preside è furiosa quando il filmato dell'incidente viene trasmesso al telegiornale del campus, poiché lo considera un caso di molestie sessuali. Il rettore Arnold, con la cooperazione di Mark, ordina a Brandon di dargli il nastro per poter identificare i colpevoli. Brandon consegna con riluttanza il nastro, che è misteriosamente vuoto. Tracy rivela di aver smagnetizzato il nastro per amicizia di Steve e Brandon. Kenny affitta un nido d'amore per la sua relazione con Valerie, poi le promette di dire la verità alla sua famiglia. Brandon diventa sospettoso sul rapporto dei due.
- Guest Stars:
- Colonna sonora:

## L'incendio
- Titolo originale: Housewarming
- Diretto da: Chip Chalmers
- Scritto da: Jessica Klein

### Trama
David e Mark organizzano una grande festa nella loro casa. Clare becca Steve mentre bacia un'altra ragazza e lo lascia; è stanca di continuare a litigare e di ascoltare le scuse di Steve. Un incendio si propaga sulle colline e minaccia la casa. Kelly ha dei flashback di quando si era ferita durante l'incendio ma decide di restare e di aiutare tutti a proteggere la casa. La casa è salva perché il vento cambia direzione. David beve troppo e sta male tutto il giorno. Donna scivola e si ferisce ad un ginocchio mentre cerca di salvare un cerbiatto. Un prestante pompiere, Cliff Yeager, salva Donna e il cerbiatto. Kelly accetta di uscire con Mark. Valerie racconta a Brandon della sua storia con Kenny e lui le suggerisce di troncare la relazione. Kenny e sua moglie alla fine decidono di divorziare. Kenny dice a Valerie che al momento non possono vedersi perché non vuole peggiorare la sua situazione con l'avvocato della moglie. Valerie irrompe nell'ufficio di Kenny e gli dice di essere incinta.
- Guest Stars:
- Colonna sonora:

## Una ragazza per Halloween
- Titolo originale: Fearless
- Diretto da: Harvey Frost
- Scritto da: Larry Mollin

### Trama
Kenny ordina a Valerie di abortire e accetta di pagarla 100.000 dollari per convincerla. Quando lui non si presenta all'appuntamento in cui avrebbe dovuto pagarla, Valerie porta dei pannolini alla moglie di Kenny. Kenny, furioso, consegna l'assegno a Valerie. Il pompiere Cliff aiuta Donna con la casa stregata delle Alpha e incoraggia un ragazzino a superare le sue paure. Cliff ha un appuntamento con Donna al Peach Pit By Night. Steve è seccato quando Clare sceglie di andare al concerto con Dick Harrison, un membro dei Phi Beta Kappa, e decide di utilizzare un servizio di escort nella speranza di far ingelosire Clare. Clare, però, scopre che Steve ha pagato la donna e pensa erroneamente che lei sia una prostituta. Steve rifiuta la proposta di Clare di avere una relazione aperta. Brandon e Tracy passano un po' di tempo insieme al locale anche se lui non vuole avere un'altra relazione sul posto di lavoro. Lui l'accompagna a casa e la bacia. David si rifiuta di passare il weekend dai suoi nonni a Palm Springs. Suo padre lo chiama per informarlo che il nonno è morto per un attacco di cuore.
- Guest Stars:
- Colonna sonora:

## Il ricatto di Valerie
- Titolo originale: The Things We Do For Love
- Diretto da: Gilbert M.Shilton
- Scritto da: Laurie McCarthy

### Trama
Steve sente per caso Valerie mentre sta discutendo al telefono della sua gravidanza. Lei lo prega di mantenere il segreto ma Steve lo racconta a Kelly. Kelly dà a Valerie tutto il suo appoggio e si offre di accompagnarla in clinica. Valerie rifiuta, affermando che ci sarà Kenny al suo fianco. Kelly incontra Kenny in un ristorante e le storie contraddittorie di Valerie portano Steve e Kelly a pensare che Valerie non sia mai stata incinta. Il nonno di David gli lascia in eredità 250.000 dollari e una Thunderbird del 1961. Mel pensa che David dovrebbe lasciare i soldi in un fondo e minaccia di impugnare il testamento. Alla fine decide di non farlo ma lui e sua madre sono preoccupati per il vizio di bere di David. Steve scopre che Clare e Dick partecipano insieme alla gara di canottaggio. Anche Steve comincia a fare canottaggio insieme ai suoi confratelli e sfida Dick in una gara. Donna e Cliff si avvicinano molto e durante un'escursione lui le rivela che sta per partire per un lavoro in un altro stato. Tracy decide di lasciare il suo lavoro dopo che Brandon si rifiuta di avere una relazione con lei perché lavorano insieme. La ragazza cambia idea perché le piace il suo lavoro alla stazione televisiva.
- Guest Stars:

## La sfida
- Titolo originale: Loser Takes
- Diretto da: Christopher Hibler
- Scritto da: John Eisendrath

### Trama
Kelly, soddisfatta, racconta a Brandon della gravidanza e dell'aborto di Valerie e gli parla anche dei suoi dubbi sulla storia di Valerie. Brandon va a trovare Kenny che si presenta come la vittima innocente presa nella ragnatela di una strega malvagia. Racconta a Brandon di aver pagato Valerie 100.000 dollari per tenerla lontana. Brandon minaccia di sbattere Valerie fuori di casa se lei non restituirà i soldi a Kenny. Valerie pensa di trasferirsi ma alla fine restituisce i soldi dopo aver parlato con Tracy. Confessa a Brandon di non essere mai stata incinta e di non poter vivere secondo le regole morali che vorrebbe Brandon. Mel, preoccupato per la ricchezza improvvisa di David, chiede a Donna di tenerlo d'occhio. David spende moltissimi soldi e più tardi si presenta all'appartamento di Donna nel mezzo della notte, dopo aver fatto una nuotata nell'oceano. David offre un aiuto economico a Valerie comprando metà del locale. Celebrano il loro patto passando la notte insieme. Steve impressiona Clare per il suo impegno con gli allenamenti per la gara di canottaggio. La sua squadra perde ma Clare decide di voler tornare con Steve. Kelly racconta a Mark dei suoi problemi di droga.
- Guest Stars:
- Colonna sonora:

## Week-End a Las Vegas
- Titolo originale: Lost in Las Vegas
- Diretto da: Michael Lange
- Scritto da: Steve Wasserman

### Trama
David porta Valerie, Steve e Clare a Las Vegas per il weekend e li spaventa con la sua guida senza controllo. Vedono un concerto di Ray che commenta il comportamento frenetico di David. David si ubriaca e perde molti soldi al casinò. Invita alcune ragazze incontrate per strada in un altro casinò ma le donne portano David al loro motel, dove lo drogano e gli rubano soldi, carte di credito, orologio e vestiti. Ray chiama Donna e l'avvisa di prendere subito un aereo da Los Angeles. Lei rimprovera i suoi amici per non aver controllato David e poi lo conforta. Brandon incontra una donna in difficoltà al Peach Pit: è stata derubata appena arrivata in città e non può mettersi in contatto con il suo fidanzato. Brandon le offre una sistemazione e la conforta quando lei scopre che il suo fidanzato ha incontrato un'altra persona. Steve ruba un compito dal computer di Brandon e lo presenta come una sua ricerca. Mark accetta di essere paziente con Kelly che non è pronta per una relazione intima. 
- Guest Stars:
- Colonna sonora:

## Problemi per David
- Titolo originale: If I Had a Hammer
- Diretto da: Jason Priestley
- Scritto da: John Whelpley

### Trama
Durante un litigio con Donna al campus, David si ferisce ad una mano. Deve vedere uno psichiatra dopo aver mostrato un atteggiamento ostile contro lo staff del pronto soccorso. Mel è d'accordo con le raccomandazioni del dottore di tenere David in osservazione per 72 ore. A David viene diagnosticata una leggera forma di sindrome maniaco-depressiva; non dovrà prendere medicine se seguirà una terapia e smetterà di bere. David ringrazia Donna per il suo supporto e decidono di tornare insieme. Steve deve affrontare un'accusa di plagio: il Prof. Randall, che è diventato il suo nuovo professore dopo essere tornato all'Università della California, ha riconosciuto lo scritto di Brandon. Randall vuole vendicarsi di Brandon e muove delle accuse di collusione contro di lui. I piani di Kelly e Mark per un weekend romantico sono rovinati da una prenotazione persa. Alla fine trovano una camera in un motel ma sono vittime di un avvelenamento da cibo. Il gruppo aiuta Willie a costruire una casa che la sua famiglia riceverà dall'associazione Habitat for Humanity. Valerie mostra delle abilità da costruttore come ricordo di quando lavorava insieme a suo padre ma accenna a Clare di aver pochi ricordi felici con suo padre. Tutti mangiano il pranzo del Ringraziamento nella casa non ancora finita.
- Guest Stars:
- Colonna sonora:

## Il giorno del giudizio
- Titolo originale: Judgement Day
- Diretto da: David Semel
- Scritto da: Phil Savath

### Trama
Steve decide di ammettere la sua colpevolezza, lasciando la sua punizione al clemente rettore Arnold. Brandon rifiuta di dichiararsi colpevole per un crimine che non ha commesso e affronta un'udienza e una possibile espulsione. Randall cerca di dimostrare che Brandon conosceva il contenuto del compito di Steve sottolineando che proprio Brandon aveva dato il compito a Muntz che lo hai poi consegnato. Randall afferma anche che Brandon ha lasciato che Steve copiasse i suoi test durante il corso di sociologia del I anno. Alla fine Brandon viene assolto e il Prof. Randall è accusato di aver mentito durante l'udienza. Kelly organizza una festa a sorpresa per il compleanno di Mark, che però avrebbe preferito restare solo. Detesta ancora di più la festa quando tutti lo ignorano e si avvicinano a Brandon. Felice non appoggia la storia di Donna e David perché la considera dannosa per la figlia. Il Dr. Martin suggerisce a Donna di seguire il suo cuore. 
- Guest Stars:
- Colonna sonora:

## Una favola di Natale
- Titolo originale: Gift Wrapped
- Diretto da: Kevin Inch
- Scritto da: Christine Elise

### Trama
David chiede aiuto a suo padre per riuscire a conquistare Felice. Mel e Jackie invitano David, Donna e i suoi genitori a cena. Felice fa alcuni commenti sprezzanti sull'incidente prima del ballo di quattro anni prima, sul fatto che Mel e Jackie non sono sposati e sui problemi mentali di David. Donna, furiosa, rifiuta di andare a casa dei suoi genitori per Natale. Felice si scusa con David e gli chiede di fare una tregua. Il padre di Kelly non si presenta a cena ma una giovane ragazza arriva al suo posto. Lei sorprende Kelly rivelandole che è la sua sorellastra, Joy Taylor. Kelly si arrabbia quando scopre che sua madre le ha nascosto la verità e lei e Joy diventano amiche quando si confrontano sul padre assente. Il rettore Arnold si interessa subito a Samantha, mettendo a disagio Steve e Clare. Per i regali di Natale, il gruppo decide di pescare il nome da un cappello per tirare a sorte con chi si dovranno scambiare i regali. Tracy e Brandon sono in difficoltà con la scelta del regalo perché non vogliono dare il messaggio sbagliato. Mentre cerca il regalo per Kelly al centro commerciale, Valerie riceve l'aiuto di una donna gentile che raccoglie donazioni. Alla fine Valerie e Kelly si regalano la stessa agenda. 
- Guest Stars:
- Colonna sonora:

## La borsa di studio
- Titolo originale: Jobbed
- Diretto da: Jason Priestley
- Scritto da: Larry Mollin

### Trama
Brandon e Mark sono entrambi in lizza per la prestigiosa borsa di studio Dryer. Mark rende felice Kelly dando dei suggerimenti a Brandon, anche se è convinto di essere il vincitore per via dei suoi soldi e delle sue conoscenze. Brandon vince una delle due borse di studio mentre Mark non ottiene niente. Mark non prende molto bene la notizia e non va alla festa in onore di Brandon e poi ha una discussione con Kelly nel parcheggio del Peach Pit. Lui le ordina di stare lontana finché non vuole dormire con lui e così Kelly lo molla. Clare organizza un colloquio di lavoro per Steve ma la donna con cui deve fare il colloquio ci prova con lui. Clare sospetta che Steve abbia inventato la storia per nascondere il fatto che ha fallito il colloquio. La donna ci prova di nuovo con Steve, senza sapere che il suo capo e Clare stanno ascoltando. Donna sostituisce la segretaria malata di suo padre. Il Dr. Martin critica Donna per aver assecondato clienti molto loquaci ma le sue capacità di ascoltatrice lo salvano da un possibile disastro. Tom Miller, l'ex ragazzo di Valerie di Buffalo, arriva in città. Valerie gli offre un lavoro di gestione del locale, nonostante le obiezioni di David. Mentre guarda un vecchio video del suo ballo del diploma, Valerie ha una crisi di nervi vedendo suo padre.
- Guest Stars:
- Colonna sonora:

## Il fantasma dell'università
- Titolo originale: Phantom of C.U.
- Diretto da: Les Landau
- Scritto da: Steve Wasserman

### Trama
Donna comincia a lavorare per il notiziario dell'università leggendo le previsioni del tempo, aggiungendo i suoi suggerimenti di moda. Comincia a ricevere telefonate anonime. Clare organizza un appuntamento al buio a Kelly con un ragazzo che si rivela un pallone gonfiato. Donna allora cerca di convincere Kelly ad uscire con Evan Potter, il simpatico cameraman del notiziario. Kelly, riluttante, accetta di uscire con lui in un appuntamento a quattro. Evan conforta Donna quando il suo stalker le lascia un messaggio minaccioso in un video. Mentre lavora come addetto alla sicurezza notturna a causa della sua punizione, Steve ha un incontro con il "Fantasma dell'università", un senzatetto che vive al campus e si prende gioco delle guardie. Steve cattura il ragazzo e scopre che è Larry Lincoln, uno studente dell'ultimo anno, che vive nello scantinato della scuola e mangia gli avanzi che trova nella spazzatura perché non può permettersi né vitto né alloggio. Steve non lo consegna alla sicurezza e gli dà del denaro per un appartamento fino alla fine dell'anno. Valerie dice a Tom che vuole solo una relazione aperta. David non crede a Tom quando racconta di poter ingaggiare la cantante pop Donna Lewis, una sua vecchia amica, per un concerto. Quando il concerto è un successo, David ringrazia Tom invitandolo a stare nella vecchia casa di Mark.
- Guest Stars:
- Colonna sonora:

## Pericolo per Donna
- Titolo originale: Unnecessary Roughness
- Diretto da: Gilbert M. Shilton
- Scritto da: John Whelpley

### Trama
Donna crede di aver risolto il mistero dell'identità del suo stalker quando vede all'università Garrett Slan, l'uomo che aveva cercato di violentarla. Gli amici di Donna le ripetono che si è sbagliata perché Slan è in prigione. Le ragazze provano a tirarla su di morale con una serata fra di loro ma nel parcheggio del Peach Pit By Night un'auto cerca di investire Donna. Mentre controlla la posta non ancora aperta dei suoi genitori, Donna trova un avviso della scarcerazione di Slan. Brandon e Tracy passano il weekend al ranch della famiglia di Tracy. Tracy è distratta dal suo cavallo che si è fatto male e dalla presenza di Sam, il suo ex fidanzato che le aveva chiesto di sposarlo. Tracy rifiuta Sam e copula con Brandon nel fienile. Steve e Dick decidono di vendere delle T-shirts durante la festa per il Super Bowl al Peach Pit By Night. Steve dimostra di essere bravo a cucire quando si accorge di aver ordinato per errore magliette con l'immagine di un pallone da calcio.
- Guest Stars:
- Colonna sonora:

## La partita di hockey
- Titolo originale: Face-Off
- Diretto da: Chip Chalmers
- Scritto da: Laurie McCarthy

### Trama
La richiesta di Donna per un ordine restrittivo permanente contro Slan viene negata. Lui si presenta in classe e cerca di dirle qualcosa ma lei fugge via. David e Tom affrontano Slan, che afferma di voler mettere in guardia Donna dal suo stalker. Donna scopre che qualcuno le ha lasciato un topo morto nella sua camera. Slan e David si picchiano al Peach Pit By Night e così viene emesso l'ordine restrittivo. Slan lascia la città ma Donna riceve delle telefonate ancora più minacciose. Kelly mette gli occhi su Tom e Valerie crede che Kelly stia uscendo con lui solo per ferirla. Tracy dice accidentalmente a Brandon che lo ama e lui non risponde. Brandon e Tom partecipano ad una partita di hockey di beneficenza con giocatori della NHL. Brandon fa un brutto fallo a Tom dopo averlo visto baciare Kelly prima della partita. Steve e Clare pensano alla convivenza dopo un weekend insieme. David si interessa ad una giovane cantante.
- Guest Stars:
- Colonna sonora:

## Terrore in diretta
- Titolo originale: We Interrupt This Program
- Diretto da: Kevin Inch
- Scritto da: John Eisendrath

### Trama
Rusty, un tecnico della stazione televisiva, lascia il lavoro dopo essere stato interrogato dalla polizia per Donna. Evan ammette i suoi sentimenti per Donna e le confessa di essere lo stalker. Quando lei lo dice a Brandon e Tracy, Evan prende una pistola e tiene in ostaggio l'intero staff. Tiene sotto tiro Donna e obbliga Brandon e Tracy a mandare in onda il rapimento. Lascia liberi gli altri ostaggi ma Brandon di rifiuta di lasciare Donna. Donna finge di mostrare un interesse per lui per fargli posare la pistola. Lo bacia e riesce a calciare via la pistola mentre gli agenti della SWAT entrano per arrestarlo. Valerie minaccia di licenziare Tom se non smette di vedere Kelly. Poi si scusa ma lui decide di lasciare comunque il lavoro. Kelly afferma che non lo frequenta per vendetta. Steve e Clare cercano di impedire che i loro genitori si frequentino ma alla fine chiedono scusa quando si rendono conto di essere stati egoisti.
- Guest Stars:
- Colonna sonora:

## Sorprese di San Valentino
- Titolo originale: My Funny Valentine
- Diretto da: David Semel
- Scritto da: Jessica Klein

### Trama
Donna è ancora scossa per essere stata presa in ostaggio e Clare e David cercano di convincerla ad uscire di casa. Quando Cliff le fa una visita a sorpresa, Donna però decide subito di uscire con lui. Lei gli dice di avere un ragazzo ma David si sente lo stesso tradito. Luther Vandross si esibisce al Peach Pit By Night per la sera di San Valentino. David si arrabbia quando Donna decide di tornare a casa dopo il concerto invece di uscire con lui, Chloe e Luther. Donna incontra Cliff al locale e accetta di uscire con lui. La madre di Valerie arriva in città e le chiede di approvare una seconda ipoteca sulla casa di famiglia, poiché Valerie ne possiede la metà. Valerie non vuole avere niente a che fare con la casa e le ordina di venderla, lasciando Abby confusa. Valerie è ferita quando vede Tom e Kelly insieme. Kelly la trova mentre piange in bagno: Valerie ammette di avere bisogno di Tom e prega Kelly di lasciarlo libero se non è davvero interessata a lui. Kelly rompe con Tom, che più tardi balla un lento romantico con Valerie. Tracy trova l'anello di fidanzamento che Brandon aveva dato a Kelly e pensa erroneamente che sia per lei. Steve fa infuriare Clare quando fuma marijuana con Dick.
- Guest Stars:
- Colonna sonora:

## La scelta di Brandon
- Titolo originale: With this ring
- Diretto da: Jason Priestley
- Scritto da: Phil Savath

### Trama
Tracy è in crisi dopo aver scoperto che Brandon ha tenuto l'anello di fidanzamento di Kelly e lo lascia. Brandon e Kelly confessano quello che provano ai loro amici ma entrambi aspettano che sia l'altro a fare il primo passo. Tracy affronta Kelly che ammette di essere ancora innamorata di Brandon. Kelly cerca di impedire a Brandon di rivendere l'anello: Brandon non ha il coraggio di farlo e incontra Kelly davanti al negozio. Lei crede che lui abbia già venduto l'anello e finge di appoggiare la sua decisione. Brandon scambia l'anello con un braccialetto per Tracy ma Kelly lo ricompra per sé. Valerie dice a sua madre che il padre la molestava quando era una ragazzina. Abby non ci crede e schiaffeggia la figlia. Alla fine Abby accetta la verità e si scusa per non aver protetto Valerie. Valerie chiede a Tom di lasciare la città perché la sua presenza le fa ricordare il terribile abuso di cui è stata vittima. Donna non sa chi scegliere fra David e Cliff. Chloe ci prova con David ma lo fa arrabbiare con i suoi commenti sgarbati su Donna. Donna cerca di riconciliarsi con David ma scappa infuriata quando vede Chloe in reggiseno. Steve e Clare escono in un appuntamento a quattro con Ryan e la sua ragazza. Clare spinge Steve a parlare di sesso con il fratello ma alla fine Ryan decide di restare vergine per il momento.
- Guest Stars:
- Colonna sonora:

## Droga assassina
- Titolo originale: Straight shooter
- Diretto da: Chip Chalmers
- Scritto da: Larry Mollin

### Trama
Brandon, Steve e Dick partecipano ad un torneo di basket e Brandon è preoccupato perché Dick fuma marijuana. Dick compra dell'eroina al Peach Pit By Night e Steve decide di unirsi a lui. Steve trova Dick collassato nel bagno che poco dopo muore di overdose. Alla veglia per Dick qualcuno lascia un bong in suo ricordo e Steve, infuriato, tiene un discorso contro la droga. Un giornalista incontra Valerie per scrivere un articolo su di lei ma l'articolo è rovinato quando la polizia ferma David e Valerie per interrogarli. David chiede a Donna di chiudere con Cliff mentre la madre di Donna invita Cliff ad un brunch di famiglia. Donna decide di stare con David e incoraggia Cliff ad accettare un lavoro da capo della sicurezza a Disneyworld. Kelly e Clare fingono di essere ballerine ucraine durante un weekend fuori città. 
- Guest Stars:
- Colonna sonora:

## Ricordi romantici
- Titolo originale: A Ripe Young Age
- Diretto da: Scott Pauling
- Scritto da: Steve Wasserman

### Trama
Donna e David vanno a trovare la nonna di Donna. La Sig.ra Martin nota l'incredibile somiglianza fra David e suo marito e racconta alla coppia la sua storia d'amore con il nonno di Donna, ucciso durante la Seconda Guerra Mondiale dopo pochi mesi di matrimonio. Donna e David si commuovono guardando le vecchie lettere e fotografie e decidono di avere fiducia nella loro storia nonostante gli ostacoli come l'opposizione di Felice. Kelly trova Joey, un ragazzino che dorme sul suo terrazzo ma non mantiene una promessa fatta al piccolo fuggiasco quando lo affida ai servizi sociali. Kelly si sente colpevole quando il ragazzino scappa. Valerie comincia una storia con una star del cinema che cerca il suo aiuto perché si sente a disagio nel mondo dello spettacolo. Steve chiede aiuto a Clare, Brandon e Tracy per fare uno spot per il suo corso di marketing.
- Guest Stars:
- Colonna sonora:

## Uragano in vista
- Titolo originale: Storm Warning
- Diretto da: Bethany Rooney
- Scritto da: John Whelpley

### Trama
Joey torna all'appartamento sulla spiaggia e dice a Kelly che è scappato perché è convinto che sua madre non abbia più bisogno di lui perché si è risposata e aspetta un bambino. Brandon, Tracy, Clare, Kelly e Joey aiutano Steve a mettere sacchi di sabbia davanti alla casa di suo padre a Malibu per il possibile arrivo di un uragano. Kelly contatta la madre di Joey che si riappacifica con la madre e il patrigno. David va a trovare il Dr. Martin in ufficio e gli chiede aiuto per il suo rapporto con Felice. Il Dr. Martin ha un infarto e Donna inizialmente dà la colpa a David. Rob fa infuriare il suo agente quando chiede consiglio a Valerie sul fare o meno un nuovo film. L'agente di Rob dà a Valerie 10.000 $ per convincere Rob a fare il film. Jim e Cindy invitano Brandon a Hong Kong per le vacanze di primavera. Brandon esita a dare il secondo biglietto a Tracy ma lei si lamenta finché Brandon la invita. Clare fa uno scherzo a Steve per insegnargli una lezione sul suo comportamento insensibile.
- Guest Stars:
- Colonna sonora:

## Saggezza orientale
- Titolo originale: Spring Breakdown
- Diretto da: Charlie Correll
- Scritto da: Greg Plageman e John Eisendrath

### Trama
Brandon e Tracy fanno visita a Jim ad Hong Kong mentre Cindy è a Londra da Brenda, colpita dalla mononucleosi. Jim capisce che Brandon prova ancora qualcosa per Kelly, ma Brandon afferma che non sta prendendo in giro Tracy. Clare e Steve incoraggiano Kelly ad uscire anziché stare in casa a deprimersi. Kelly si ubriaca, flirta con uno sconosciuto ma va nel panico quando perde per un attimo l'anello di Brandon. Steve convince Kelly a mettere via l'anello. Felice e Donna litigano sull'approccio migliore alle cure del Dr. Martin; Felice vuole metterlo in un centro di riabilitazione, mentre Donna insiste sulla scelta di portarlo a casa. Valerie rompe il suo patto con Alan dopo che Alan ha fatto accompagnare da Rob una nuova attrice ad una festa al Peach Pit By Night. Rob è arrabbiato con Valerie per aver accettato i soldi di Alan ma più tardi le chiede di diventare la sua agente.
- Guest Stars:
- Colonna sonora:

## Colpo di scena
- Titolo originale: Heaven Sent
- Diretto da: Anson Williams
- Scritto da: Phil Savath e Larry Mollin e John Whelpley

### Trama
Mariah, la donna che Brandon ha incontrato durante il suo crollo in Texas, sta per pubblicare il suo libro e viene a Los Angeles per fare una lettura del libro al Festival New Age dell'università. Mariah e Kelly legano immediatamente, mandando in collera Tracy. Tracy critica le teorie di Mariah in un servizio del telegiornale e lei e Brandon litigano. Tracy si rifiuta di partecipare ad un concerto d'arpa con Brandon. Lui si siede vicino a Kelly e poi i due si baciano. Clare rovina il suo computer (e perde una ricerca) rovesciandoci sopra il caffè mentre parla al telefono con Steve. Dà la colpa a Steve che la evita dopo averla aiutata a recuperare il file. Clare manda dei fiori a Steve durante il concerto e si scusa. Rob riceve delle buone recensioni per la sua performance ma la stampa distrugge il film. È dispiaciuto quando scopre che il film non uscirà in tutto il paese e decide di smettere di recitare e di tornare in Indiana. David cerca di programmare una serata speciale con Donna ma il suo comportamento frenetico fa temere a Donna che i suoi problemi mentali siano ricominciati.
- Guest Stars:
- Colonna sonora:

## L'incontro segreto
- Titolo originale: The Long Goodbye
- Diretto da: Les Sheldon
- Scritto da: Ken Stringer

### Trama
Brandon rompe con Tracy e decide di uscire con Kelly. Valerie decide di aiutare Tracy a riconquistare Brandon e manda a Kelly un finto telegramma di Dylan che chiede di incontrarla all'aeroporto. Brandon segue Kelly all'aeroporto perché teme sia ancora innamorata di Dylan. Kelly gli spiega che tiene a Dylan come amico e che voleva dirgli che ama ancora Brandon. Kelly e Brandon si rimettono insieme. Steve e Donna partecipano ad uno spettacolo con un duetto comico. Donna convince sua madre, impegnata a curare il Dr. Martin, a uscire di casa e a venire allo spettacolo. Donna teme il peggio quando vede Felice insieme all'uomo con cui aveva avuto una relazione anni prima. Felice spiega alla figlia che quell'uomo è un dottore; stavano cercando di organizzare delle conferenze per il Dr. Martin visto che non potrà più operarare. Steve incoraggia Clare a cantare allo spettacolo ma si pente dopo averla sentita cantare. Ma Clare, grazie all'ispirazione di sua madre, fa un'ottima esibizione.
- Guest Stars:
- Colonna sonora:

## La bacchetta magica
- Titolo originale: I Only Have Eyes for You
- Diretto da: Christopher Hibler
- Scritto da: Laurie McCarthy

### Trama
Clare e Donna si sentono escluse perché Kelly passa tutto il suo tempo con Brandon. Valerie prende il suo posto quando le ragazze guardano i campionati di ginnastica come ogni anno. Valerie passa la notte nella stanza di Kelly perché sono tutte troppo ubriache per guidare e legge il suo diario. Valerie rovina il rapporto fra le coinquiline raccontando a Donna e Clare che Kelly ha detto delle brutte cose su di loro. Brandon cerca di ottenere una bacchetta magica da un presentatore di un programma di marionette che Kelly amava da bambina; Kelly aveva chiesto a suo padre di mandare una lettera al presentatore quando era una bambina ma pensa che suo padre non l'abbia mai fatto. Brandon, Steve e David vengono arrestati per furto d'auto quando il venditore d'auto, appena licenziato, lascia l'auto elettrica ai ragazzi per fare un giro senza avvisare il suo capo. Brandon regala la bacchetta a Kelly e il presentatore trova anche la lettera che gli aveva scritto il padre di Kelly. Tutti evitano Valerie e la ragazza decide di vendicarsi creando problemi fra Kelly e suo padre, investendo i suoi soldi con la compagnia del padre di Kelly.
- Guest Stars:
- Colonna sonora:

## Il gioco della verità
- Titolo originale: All That Jazz
- Diretto da: Kevin Inch
- Scritto da: Larry Mollin e Phil Savath

### Trama
Brandon si prende cura di Kelly e Valerie, entrambe a letto con l'influenza. Le ragazze discutono le motivazioni della loro "guerra", iniziata anni prima probabilmente per l'interruzione di un momento di intimità fra Valerie e Brandon a causa di Kelly. Valerie dà la colpa a Kelly per averle portato via l'amore della sua vita, mentre Kelly ripete di aver dato la sua "benedizione" a Brandon per uscire con Valerie. Valerie è contattata da Derek Driscoll, che lavora per la ditta del Sig. Taylor. Valerie dice a Brandon che Kelly gli sta nascondendo di essere stata accettata alla Columbia. Kelly dichiara che non sta per lasciare la città e chiede a Brandon di sbattere fuori di casa Valerie. David convince Donna ad accompagnarlo a New Orleans per un incontro di lavoro, anche se la ragazza ha un importante presentazione per il suo corso il giorno seguente. David pensa che lui e Donna faranno finalmente l'amore ma si sbaglia. I due non sentono la sveglia la mattina seguente e Donna perde la sua presentazione. Samantha ignora il rettore Arnold durante una serata dedicata alla sua sitcom e alla fine lo lascia. Steve non è d'accordo con il comportamento di sua madre ma Clare lo incolpa lo stesso di tutto. 
- Guest Stars:
- Colonna sonora:

## Stato interessante
- Titolo originale: Mother's Day
- Diretto da: Chip Chalmers
- Scritto da: Jessica Klein

### Trama
Kelly scopre di essere incinta e ha difficoltà a dire la novità a sua madre. Brandon è eccitato ma Kelly non è sicura di volere il bambino. Driscoll suggerisce a Valerie di vendere le sue quote del locale per avere più denaro da investire. Valerie ci prova con David e Donna ordina a David di non lavorare più con Valerie. David propone a Valerie di comprare la sua metà del locale e la ragazza è contenta di vendergliela. Clare è triste per la festa della mamma, quindi Steve cerca di distrarla portandola a fare un giro. Clare crede che il padre non riesca a parlare di sua madre ma Steve scopre che l'uomo cercava solo di non far soffrire Clare. Grazie a Steve i due si riuniscono e ripensano insieme alla madre di Clare.
- Guest Stars:
- Colonna sonora:

## Investimenti rischiosi
- Titolo originale: Senior Week
- Diretto da: Jefferson Kibbee
- Scritto da: John Eisendrath

### Trama
Kelly ha un aborto spontaneo e scopre che potrebbe non avere mai figli. Donna è preoccupata per i suoi esami finali; David aumenta la sua agitazione facendole pressioni per andare a vivere insieme a lei. Donna va nel panico durante il suo esame finale e scappa dall'aula, perdendo quindi la possibilità di laurearsi. La Prof.ssa Langely le offre una seconda chance e le concede un altro esame orale. Donna passa l'esame con facilità e la professoressa le dice che avrà sicuramente un futuro nel mondo della moda.
Rush rifiuta di dare a Steve un lavoro dopo la laurea in una delle sue compagnie. Il rettore Arnold accetta un posto di lavoro in Francia e Steve teme che Clare voglia partire con lui. La ragazza decide di stare a Los Angeles per avere un futuro con Steve. Valerie fa infuriare Kelly quando incontra suo padre. Bill comunica a Valerie che Driscoll non lavora più per lui e che ha rubato tutto il denaro di Valerie. Kelly fa ancora pressioni su Brandon per allontanare Valerie perché i due hanno deciso di vivere insieme. 
- Guest Stars:
- Colonna sonora:

## Un giorno importante
- Titolo originale: Graduation Day: Part 1
- Diretto da: Jason Priestley
- Scritto da: Larry Mollin e Phil Savath

### Trama
Valerie è depressa quando scopre che alla cerimonia di laurea non parteciperanno né sua madre né Cindy né Jim. Cerca di riconciliarsi con Kelly dopo averla sentita parlare con Brandon del suo desiderio di cacciare Valerie di casa. Valerie chiede aiuto a Steve per cercare di convincere Brandon a farla rimanere ma Brandon la caccia ugualmente. Valerie va in un motel di fronte al luogo dove aveva pensato di suicidarsi anni prima. Brandon trova un biglietto d'addio di Valerie e scopre da David il possibile luogo del suicidio. Donna valuta la possibilità di perdere la verginità con David. David aiuta Steve e Muntz con uno scherzo per la cerimonia. Kelly è furiosa quando suo padre insiste per partecipare alla cerimonia di laurea. Il gruppo riceve un invito per una festa speciale per la laurea a tema anni 20. La sorella di Kelly le confessa che è Bill ad aver organizzato la festa.
- Guest Stars:
- Colonna sonora:

## Una notte d'amore
- Titolo originale: Graduation Day: Part 2
- Diretto da: Jason Priestley
- Scritto da: Larry Mollin e Phil Savath

### Trama
Brandon impedisce a Valerie di suicidarsi e accetta di lasciarla vivere nella casa. Arrivano alla cerimonia di laurea in tempo e Brandon riceve un premio. Kelly crede che Valerie abbia finto di volersi suicidare e litiga con Brandon per averla seguita. Clare decide di trasferirsi a Parigi con suo padre perché non riesce ad immaginare di vivere ad un continente di distanza dalla sua unica famiglia. Chiede a Steve di andare con lei ma lui rifiuta. Alla festa di laurea Brandon spinge Kelly a dare un'altra possibilità a suo padre. Alla fine lei lo perdona ma scopre che sta per andare in prigione per appropriazione indebita. Kelly decide di ricominciare da zero con Valerie. Durante la festa Steve e Valerie si ubriacano e dormono insieme. Ryan si prende una cotta per Joy. Donna perde la verginità con David.
- Guest Stars: Nina Persson
- Colonna sonora: